# Clematis formosana
Clematis formosana är en ranunkelväxtart som beskrevs av Carl Ernst Otto Kuntze. Clematis formosana ingår i släktet klematisar, och familjen ranunkelväxter. Inga underarter finns listade i Catalogue of Life.

## Bildgalleri

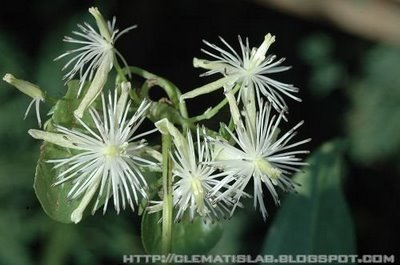